# Charaxes amycus
Charaxes amycus is een vlinder uit de familie van de Nymphalidae. De wetenschappelijke naam van de soort is voor het eerst geldig gepubliceerd in 1861 door Felder. De soort komt voor in de Filipijnen.